# La Junta (Colorado)
Pour les articles homonymes, voir La Junta.
La ville de La Junta est le siège du comté d'Otero, situé dans le Colorado, aux États-Unis.
Selon le recensement de 2010, La Junta compte 7 077 habitants. La municipalité s'étend sur 3,02 milles carrés (7,82 km2). La ville est située sur les rives de l'Arkansas, à 109 kilomètres à l'est de la ville de Pueblo.
D'abord appelée Otero, la ville est renommée en référence à sa position à la jonction (junta en espagnol) entre la piste de Santa Fe et la route vers Pueblo.

## Démographie
| 1890  | 1900  | 1910  | 1920  | 1930  | 1940  |
| ----- | ----- | ----- | ----- | ----- | ----- |
| 1 439 | 2 513 | 4 154 | 4 964 | 7 193 | 7 040 |

| 1950  | 1960  | 1970  | 1980  | 1990  | 2000  |
| ----- | ----- | ----- | ----- | ----- | ----- |
| 7 712 | 8 026 | 8 205 | 8 338 | 7 637 | 7 568 |

| 2010  | - | - | - | - | - |
| ----- | - | - | - | - | - |
| 7 077 | - | - | - | - | - |